# Coatepec Harinas (region)
Coatepec Harinas (spanska: Región VI Coatepec Harinas) var en region i delstaten Mexiko. Den var en av de åtta först bildade regionerna i delstaten, och finns beskriven i arkiv från 1986. Den hade en area på 2 929 kvadratkilometer, vilket motsvarade 13,02% av delstatens yta.
Kommunen Coatepec Harinas ingick senare i regionen Ixtapan som senare också upplöstes. Sedan 2015 ingår den i Tejupilco.

## Kommuner i regionen
Dessa tolv kommuner ingick i regionen år 1986.
- Almoloya de Alquisiras
- Coatepec Harinas
- Ixtapan de la Sal
- Malinalco
- Ocuilan
- Sultepec
- Tenancingo
- Texcaltitlán
- Tonatico
- Villa Guerrero
- Zacualpan
- Zumpahuacán